# Скорпіони
Скорпіони (Scorpiones) — ряд павукоподібних.

## Загальна будова
Скорпіони мають розчленоване на головогруди і черевце тіло. Черевце членисте і складається з двох відділів: широкого переднього і довгого вузького заднього, який часто неправильно називають «хвостом». Остання частина черевця здута і має гострий, кігтеподібний шип — жало; всередині цієї частини є дві отруйні залози, що відкриваються двома отворами на кінці жала. Здобич скорпіон убиває уколом жала, перегинаючи при цьому «хвоста» через спину до жертви, яку утримує педипальпами.

### Тіло

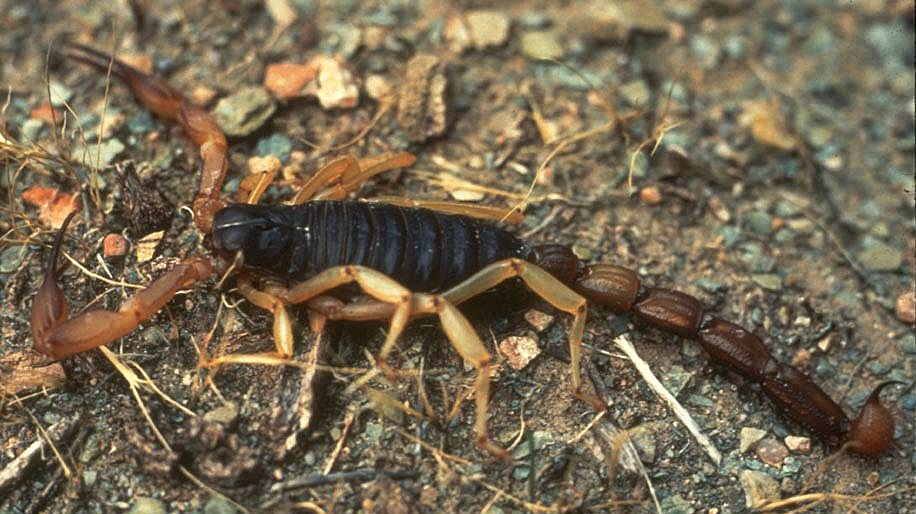

Тіло скорпіонів складається з невеликих головогрудей (cephalothorax), які виникли злиттям декількох сегментів і довгого черевця (abdomen), у якому розрізняють два відділи: передній відділ, більш широкий і 7-членистий (praeabdomen), що тісно примикає до головогрудей і складає з ними одне ціле (тулуб скорпіона, звичайною мовою), і задній відділ, вузький, 5-членистий (postabdomen), різко відмежований від преабдомена і має подобу хвоста (Р). До останнього сегмента постабдомену примикає ще один, грушоподібний, членик, що закінчується замкнутої нагору голкою, на вершині якої містяться два отвори отруйних залоз — жало. Цей сегмент не відповідає сегменту, тому що міститься за анальним отвором, в хвостовому відростку (telson рака).
Все тіло скорпіонів покрите хітиновим панциром, що представляє продукт виділення під ним лежачого гіпотермічного шару. Розрізняють головогрудний щиток, який прикриває головогруди зі спинної сторони, потім в області преабдомена відповідно числу сегментів 7 спинних і черевних щитків, з'єднаних між собою м'якою перетинкою, і, нарешті, в області постабдомену 5 замкнутих щільних хітинових кілець, з'єднаних тонкою шкірочкою.

### Кінцівки
На черевній стороні тіла до головогрудей прикріплюються шість пар кінцівок, з яких 2 передні пари відіграють роль щелепних органів, тоді як чотири інші пари служать для ходіння. Перша пара кінцівок розташована над ротовим отвором і за своїм розміщенням відповідає щупальцям інших Членистоногих, а за фізіологічною функцією — жвалам, а тому вони називаються щупальцежвалами або chelicera; вони мають вигляд маленьких 3-членистих горизонтальних клішень і служать для подрібнювання їжі. Друга пара 6-членистих кінцівок своїми основними члениками відіграє роль щелеп і за зовнішнім виглядом походить на ніжки, котрі закінчуються великими клішнями, за допомогою яких скорпіони хапають жертву. В інших павукоподібних вони мають вигляд щупалець — а тому й називаються щелепними щупальцями.

### Кишечник
Кишечник складається з трьох відділів: передньої, середньої і задньої кишки; ротовий отвір міститься на черевній стороні і веде в мускулисту глотку (pharynx), що діє як насос, що переходить у стравохід (oesophagus) на початку дуже вузький, що потім розширюється і приймає вивідні протоки двох великих слинних залоз. Стравохід переходить у середню кишку, у яку в області преабдомена відкривається за допомогою 5 пар вивідних проток велика багатолопастна печінка, що виконує всі проміжки між іншими органами. Середня кишка поступово переходить у коротку задню кишку, що відкривається за допомогою порошиці назовні в останньому сегменті на черевній стороні.

### Нервова система
Нервова система складається з надглоткового ганглія, навкологлоткової коміссури і черевного нервового ланцюжка. Від надглоткового двулопастного ганглія відходять нерви до очей і щупальцежвалам. У черевному нервовому ланцюжку розрізняють один великий підглоточний ганглій, що утворився злиттям усіх торакальних гангліїв, і сім абдомінальних, тобто три преабдомінальних та 4 постабдомінальних (що містяться в хвості) гангліїв.

### Органи чуття
В скорпіонів найкраще розвинені і досліджені очі. В скорпіонів на верхній стороні головогрудей містяться 3—6 пар очей, з яких одна пара, що відрізняється величиною і більш складною будовою, міститься посередині головогрудей і називається серединними очима, тоді як інші розташовані бічними групами поблизу переднього краю і називаються бічними очима. Останні складаються лише з кутикулярної лінзи й одного шару клітин — великих кінцевих нервових клітин з бічним стовпчиком і особливою кулькою, котра сильно заломлює світло, і менших, чи опорних клітин. Серединні очі мають одну велику кутикулярну лінзу, а під нею окремий безпігментний шар склоподібного тіла, відмежований перетинкою від прилеглого до нього шару кінцевих нервових клітин, чи ретини; у ретині кожні п'ять клітин з'єднані між собою в одну групу — так звану ретинулу, ізольовану від сусідніх ретинул шаром пігменту; кожна ретинальна клітина виділяє на своїй внутрішній поверхні склоподібний стовпчик, чи рабдомер, що з'єднується із сусідніми 4 рабдомерами в одну паличку, чи рабдом (rhabdom).
Ці очі скорпіонів представляють як би перехід від простого ока до фасеткових очей членистоногих. Вони мають ще своєрідні органи чуття — так звані гребенеподібні органи (pectines), що мають вигляд пластинки, облямованої на одній стороні зубчиками й у загальному нагадують гребінь; вони містяться на черевній стороні другого абдомінального сегмента, поблизу статевих отворів забезпечені в достатку нервовими розгалуженнями. Вони служать, по всій ймовірності, дотикальними органами, а їхнє близьке розташування до статевих органів змушує припускати, що вони є збуджувальними органами при зляганні.

### Органи кровообігу
Органи кровообігу не представляють замкнутої системи, знаходячись у зв'язку з лакунами або ділянками порожнини тіла. Серце міститься на спинній стороні в преабдомену і лежить між лопатами печінки, залягаючи в особливій оболонці, що відмежовує білясерцеву порожнину, наповнену кров'ю. Воно має вид довгої трубки, розділеної на вісім камер. Кожна камера постачена однією парою щілиноподібних отворів (остій) із клапанами; на обох кінцях серце продовжується в дві головні артерії: передню, спрямовану до голови (aorta cephalica), і задню, що йде в постабдомен (arteria posterior); крім того, від кожної камери відходить ще одна пара бічних артерій. Дві галузі головної артерії утворять навколо стравоходу судинне кільце, від якого відходить назад велика артерія, що залягає над нервовим ланцюжком. При скороченні серця кров надходить у передню і задню аорти і з них у дрібні судини і збирається нарешті в двох подовжніх черевних синусах, направляється потім у легеневі листочки, окислюється там і за допомогою особливих каналів повертається в білясерцеву порожнина (перикард), а відтіля через щілини при діастолі назад у серце.

### Органи дихання
Органи дихання містяться в преабдомені й представлені легенями, що мають вид 8 великих повітреносних мішків, що вдадуться в порожнину тіла і відкриваються назовні за допомогою вузьких косих щілин чи отворів, так назив. stigmata, чи дихалець. Останні розташовані попарно на черевній стороні преабдомена, з боків у 3—6 сегментах.
Легеневі мішки скорпіонів є зміненими жаброносними кінцівками, що з'являються на місці існуючих в ембріональній стадії розвитку зачатків абдомінальних кінцівок.

### Видільні органи
Видільні органи ще мало досліджені і складаються з двох довгих і тонких судин (мальпігієвих судин), що відкриваються в задній відділ задньої кишки. Лімфатичні залозки були знайдені у скорпіонів Ковалевским і предстають у вигляді однієї пари мішкоподібних або декількох неправильної форми залоз, що прилягають до нервової системи і містять амебоїдні (фагоцитарні) клітини, що жадібно поїдають введені в порожнину тіла скорпіона різні сторонні речовини (туш, кармін, залізо, бактерії сибірської виразки й ін.)

### Статеві органи
Всі скорпіони роздільностатеві, причому по зовнішньому вигляду відрізняються лише величиною. Чоловічі статеві органи складаються з однієї пари сім'яників, з яких кожний утворений із двох подовжніх тонких трубок, що залягають у преабдомені між лопатями печінки і з'єднані між собою поперечними каналами. Кожна пара трубок у передньому кінці тіла переходить у вивідний канал (vas deferens), що з'єднуються між собою в серединній лінії і відкриваються на черевній стороні тіла в першому абдомінальному сегменті назовні. У вивідні протоки відкриваються з кожної сторони по одному довгому і короткому мішечку, з яких перший є насінним міхуром (vesicula seminalis). Жіночі статеві органи містяться там же, де і чоловічі, і складаються з двох подовжніх трубок, що переходять дугоподібно на задньому своєму кінці в третю, середню, і, крім того, з'єднаних з нею чотирма поперечними каналами. Ця система трубок утворює у сукупності яєчники (ovarii). На передньому кінці від обох бічних трубок відходять яйцепроводи (oviducti), розширені веретеноподібно, які утворюють насінні приймачі (receptacula seminis); два яйцепроводи з'єднуються в одну непарну вивідну протоку, що відкривається назовні на черевній стороні тіла в першому абдомінальному сегменті. Жіночий, як і чоловічий статевий отвір прикрито двома пластинками — генітальною кришечкою, що є зміненими абдомінальними кінцівками і відповідними (по положенню) генітальній чи зябровій пластинці мечохвостів Xiphosura.

## Розмноження
Скорпіони належать до живородних тварин, вони проходять прямий розвиток без метаморфозу. Самка носить на собі молодь і виявляє велику дбайливість до свого потомства. Статевої зрілості скорпіони досягають у віці 4—5 років. Яйця меробластичні, телолецитальні і проробляють часткове дроблення. Клітини, виходячи на поверхню, утворять одношаровий зародковий кружок, що розростається і дає ектодерму, а з опущених униз (у поживний жовток) клітин утвориться нижній шар — загальний зачаток для ентодерми і мезодерми. Потім на поверхні зародкового кружка утвориться кільцева складка, що, наростаючи від периферії до центра і зростаючись своїми внутрішніми краями над зародковою смужкою, утворить зародкові оболонки, причому її зовнішній листок утворить так названу серозну перетинку (serosa), a внутрішній — амніон. Зародкова смужка, прикрита амніоном, розростається в довжину і підрозділяється на сегменти, що позначаються поперечними борозенками не тільки на ектодермі, але й у мезодермі, при чому остання розпадається на парні відділи. Сегменти мезодерми розщеплюються потім, при виникненні усередині їхньої порожнини, на шкірно-мускульну і кишково-мускульну пластинку.
Незабаром на сегментах тіла з'являються зачатки кінцівок: на першому сегменті, з боків і за ротом закладаються зачатки щупальцежвал (відповідні в такий спосіб жвалам, а не щупальцям комах), на другому — щелепні щупальця, а на наступних чотирьох торакальних сегментах — чотири пари ходильних ніг. На шести передніх сегментах черевця також утворяться маленькі зачатки кінцівок, з яких перша пара перетворюється в генітальні кришечки, друга — у гребнеподібні придатки, а інші чотири пари зникають, причому на місці їх (впячиванием усередину) з'являються пізніше дихальця легеневих мішків. Нервові вузли першого сегмента, інервирующі щупальцежвали, зливаються згодом з головним (надглотковим) нервовим вузлом; таким чином, хоча в дорослих С. щупальцежвали й одержують нерви від надглоткового ганглія, але вони не гомологічні з щупальцями первичнотрахейних, багатоніжок і комах, а відповідають жвалам Arthropoda.

## Поширення
Скорпіони, які належать до кількох видів, живуть на півдні Криму, на Чорноморському узбережжі Кавказу, в Закавказзі, Середній Азії. Весь день скорпіони ховаються під камінням, у земляних нірках, під корою, в тріщинах скель і глинобитних стінах будівель, між дровами і можуть проникати в житло. Вночі виходять на полювання. Живляться комахами, павуками тощо. Укуси скорпіонів, які живуть у нашій зоні, для людини, як правило, не смертельні, але викликають сильний біль, напухання кінцівок, гарячковий стан, сонливість тощо. Як специфічний засіб проти укусів використовують антитоксичну протискорпіонну сироватку.

## Еволюція і походження
Найдавніші рештки скорпіона належать виду Parioscorpio venator і датуються середнім силуром (437 млн років тому). Він жив на дні мілких тропічних морів. Найдавнішим наземним видом скорпіона є Gondwanascorpio emzantsiensis, який жив у Гондвані 350 мільйонів років тому, в девонському періоді.